# Iglesia de Nuestra Señora de la Asunción (Aroche)
La iglesia de Nuestra Señora de la Asunción de Aroche (Provincia de Huelva, España) es un interesante templo parroquial con un dilatado proceso constructivo que va desde avanzado el siglo XIV hasta el siglo XVII, y recoge por tanto elementos de los distintos estilos arquitectónicos de estas épocas, como son el gótico, el mudéjar y el renacimiento.

## Historia
La zona más antigua del templo se encuentra formando parte del muro de los pies, a juzgar por la portada gótico-mudéjar conocida como la Puerta de las Limosnas, y la ventana que aparece sobre ésta, que podría remontarse al siglo XIV.
A finales del siglo XV debieron comenzar las obras de un nuevo templo, realizado únicamente en ladrillo, que incluye el muro perimetral, el presbiterio y la torre. A principio del siglo XVI se continuaría con los pilares del primer tramo y sus bóvedas correspondientes, siguiendo la tipología del gótico final usada en la Catedral de Sevilla. En torno a 1530 interviene en la obra su Maestro Mayor, Diego de Riaño, quien realiza la Sacristía, de planta rectangular y cubierta con bóveda vaída encasetonada.
A partir del segundo tramo comienza una nueva fase constructiva en la que se sustituye el aparejo de ladrillo por otro de tipo mixto, y en el interior se cambia el diseño de los pilares, que modifica su estructura gótica por otra pseudocolumnaria. Relacionada con esta segunda fase está la labor del prestigioso arquitecto renacentista Hernán Ruiz II, datada en la década de 1560, y a quien se deben las dos portadas laterales, la Puerta del Sol al sur, y la Puerta de las Flores, al norte.
La sucesión de estilos se aprecia también al exterior, y acaba esta segunda fase en los primeros años del siglo XVII como lo atestigua la fecha de 1609 que aparece en el reloj de sol del último contrafuerte del muro de la epístola
El último tramo nunca llegó a cubrirse ni se derribó el antiguo muro de cerramiento de los pies. En época posterior se construye sobre la nave central una tribuna-coro, reservando los tramos laterales para dependencias auxiliares; y exteriormente se colocó sobre ella en el siglo XVII una pequeña espadaña realizada en ladrillo.
En 1835, con motivo de la construcción de un nuevo retablo se adosó al presbiterio un camarín de estructura neoclásica, y ya modernamente, se han realizado obras de restauración que le han dado la prestancia con la que hoy se muestra en su totalidad.

## Descripción

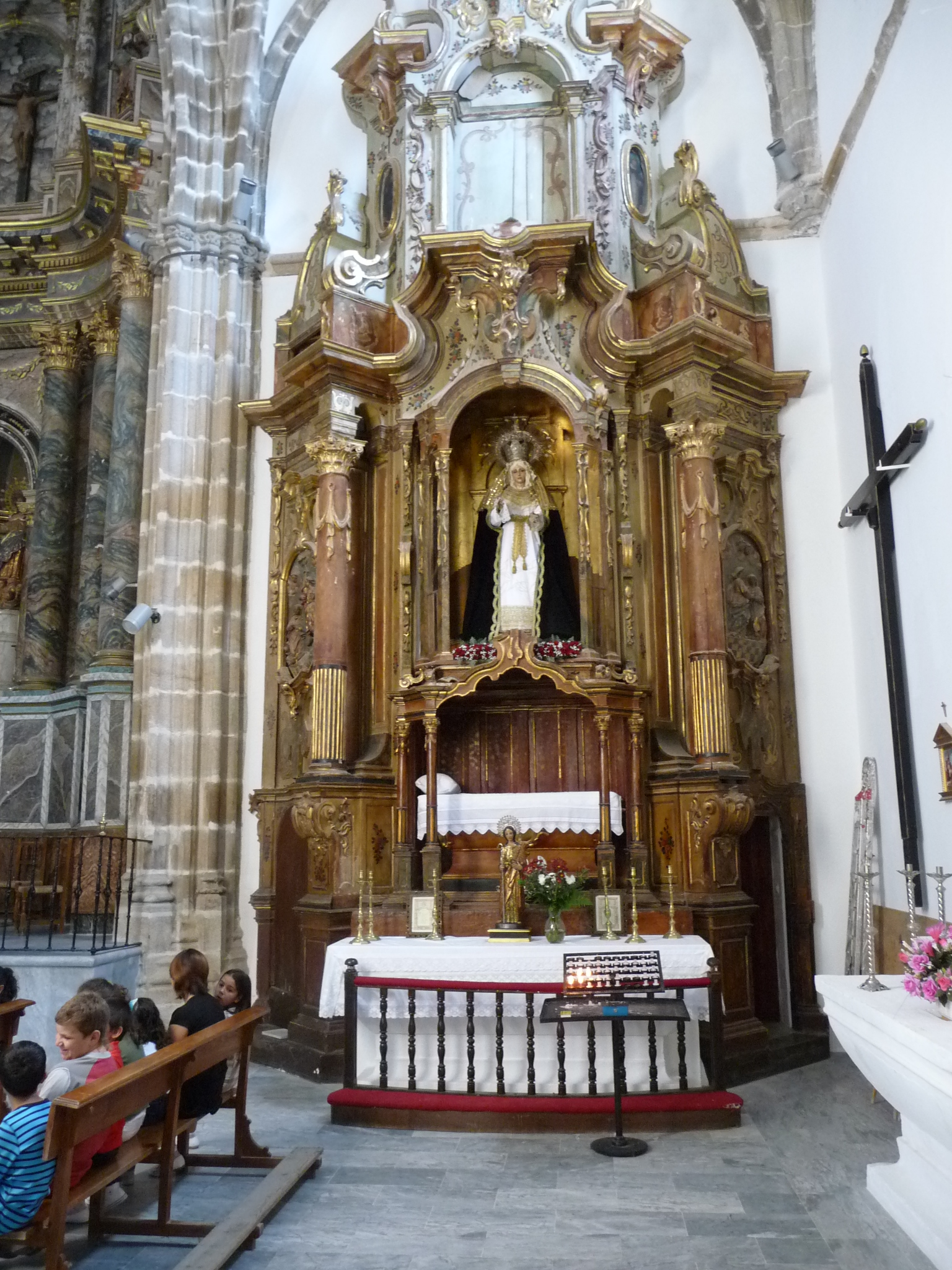
Retablo de la Virgen de los Dolores

El presbiterio está ocupado por un retablo neoclásico de estuco imitando jaspes. Lo realizó Francisco Fernández entre 1835 y 1845. Su camarín alberga la talla de la Asunción, de la misma época que el retablo. Los cuatro evangelistas, sin embargo, proceden del retablo anterior a este, del siglo XVII. Aún más antiguo es el Crucificado que puede verse en el ático, del XVI.
Las cabeceras de las naves laterales cuentan con retablos de similares características donde se custodian imágenes procesionales de Semana Santa. Fueron esculpidos por Manuel Barrera y Carmona y policromados por Pedro Vidal entre 1782 y 1789. El de la nave del Evangelio es ocupado por el Nazareno, imagen de vestir de finales del siglo XVIII. Está flanqueado en su camarín por medallones con las Arma Christi. Los relieves de las calles laterales, con los temas de la Visitación y el Bautismo, son de hacia 1600. En el ático hay un San Sebastián del siglo XVI escoltado por tondos con las imágenes de San Buenaventura y Santo Tomás de Aquino.
Su gemelo de la nave de la Epístola está dedicado a la Virgen de los Dolores, patrona de Aroche. Fue esculpida por Benito de Hita y Castillo en 1768 para la orden tercera servita fundada ese mismo año. La escoltan relieves con las escenas de la Asunción y la Visitación. En el banco del retablo se abre una urna para acoger al Cristo yacente. Es una talla articulada de escuela sevillana realizada en el tránsito de los siglos XVII y XVIII. Cada Viernes Santo protagoniza el auto sacramental del Descendimiento antes de salir en procesión por las calles de la localidad.
En la nave del Evangelio se encuentra el retablo de la Virgen de los Remedios, del segundo tercio del siglo XVIII. Lo ocupa una imagen de la titular y, sobre ella, un lienzo de la Virgen de Guadalupe, piezas ambas contemporáneas del retablo. Tras el retablo queda oculta la pintura mural, de gran tamaño, de San Cristóbal, un trabajo documentado ya en un testamento de finales del siglo XVIII.
Completan este nave los retablos de San Antonio, de mediados del XVIII, y de San Cristóbal, ocupado por una gran pintura de Juan de Espinal fechada en 1781.
La nave de la Epístola cuenta con un retablo dedicado a la Virgen del Rosario, que además de su titular cuenta con una Santa Ana y un Cristo crucificado del siglo XVI. El de la Inmaculada fue tallado por Cristóbal Ramírez en 1679 y dorado un siglo después por el mecenazgo del marqués de Valdeloro. Destacan en él las tallas de la Purísima y San Juan Bautista, este último del siglo XVI.
Otras obras artísticas de interés diseminadas por la iglesia son la talla de San Pedro pontífice, tallada por Juan de Remesal en 1634, el púlpito de forja con tornavoz de madera dorada de hacia 1700 y el órgano de mediados del siglo XVIII. El cancel de la Puerta del Sol data de 1780, mientras que la pila bautismal, labrada por canteros portugueses, es una de las piezas más antiguas del patrimonio del templo, al tener una inscripción que la data en 1502.